# Xavier Vela
Xavier Vela Maggi, född 7 augusti 1989, är en spansk-brasiliansk roddare. Hans bror, Pau Vela, är också en olympisk roddare.
Vela tävlade för Brasilien vid olympiska sommarspelen 2016 i Rio de Janeiro, där han tillsammans med Willian Giaretton slutade på 14:e plats i lättvikts-dubbelsculler.